# Masud Zaghdan
Masud Muhammad Zaghdan, Messaoud Mohammed Zeghdane (ar. مسعود محمد زغدان ; ur. 25 stycznia 1981) – algierski zapaśnik walczący w stylu klasycznym. Olimpijczyk z Pekinu 2008, gdzie zajął dwudzieste miejsce w kategorii 74 kg.
Zajął 34 miejsce na mistrzostwach świata w 2007. Piąty na igrzyskach afrykańskich w 2007. Zdobył sześć medali na mistrzostwach Afryki, złoty w 2008. Srebrny medal na igrzyskach panarabskich w 2004 i 2011. Mistrz arabski w 2010 roku.
- Turniej w Pekinie 2008

W pierwszej rundzie miał wolny los a potem przegrał z Niemcem Konstantinem Schneiderem.